# Jan Český
Jan Český (25. května 1892 – 5. července 1952) byl český fotbalista, záložník.

## Fotbalová kariéra
V předligové éře hrál za SK Viktoria Žižkov. Vítěz Poháru dobročinnosti 1913 a 1914 a finalista 1912. Populární dlouholetý kapitán Viktorie Žižkov.